# 국군심리전단
국군심리전단(國軍心理戰團, Defense Psychological Operation Group)은 북한에 대한 심리작전의 실시 및 지원, 수복 및 점령지역과 취약지역에 대한 선무심리전 지원, 전술작전부대에 대한 선전물 제작 지원 등의 임무를 수행하는 대한민국 국방부 직할부대이다. 

## 역사
1990년 10월 1일, 국군심리전단령 제1조에 따라 창설되었다.
김대중 정부였던 당시, 2000년 남북정상회담의 전제조건 중 하나인 풍선을 통한 대북전단 및 물품살포의 중단 요청을 받아들어 그 해 4월 27일에 중단하였다. 그리고 4년 뒤, 2004년 남북군장성회담에서 군사분계선을 따라 북쪽으로 설치한 심리전단의 장비를 철거하도록 합의함에 따라 심리전단의 모든 활동이 종료되었다.
2010년 11월 23일, 천안함 피격 사건을 계기로 심리전단이 새벽에 강원도 철원군 대마리, 경기도 연천군, 김포시에서 대북심리전단 40만 장을 풍선으로 날려보내고 활동을 재개하였다.
2011년 5월, 심리전단 소속 부대원인 임 모 상병이 관물함 점검에서 대마초와 흡입기를 소지한 사실을 적발하였으나, 보통군사법원에서 이를 가볍게 여기고 벌금형을, 부대에서 3차 정기 휴가를 취소하는 가벼운 처벌만을 선고받았다.
2016년에 방음벽과 고정형 24대, 기동형 16대의 확성기를 새로운 장비로서 도입하기로 하였다. 그러나 군수품으로서 요구되는 기준에 부합하지 못했고, 이 사실을 숨기고 납품하기 위해 브로커를 통해 성능평가기준을 낮추고 특정 음향기기 업체의 제품을 선정하도록 2억 원 상당의 수량을 빼고 정상적으로 납품한 것으로 공문서를 위조하였다. 이러한 비리는 국방부검찰단에 의해 적발되었고, 검찰단은 당시의 단장과 부단장을 보통군사법원에 각각 구속 및 불구속 기소하였다. 음향기기 업체와 관련자 10명은 서울중앙지방검찰청에서 기소하였다.
2018년 남북정상회담에서 심리전 장비 철거 요구를 다시 받아들여 5월 1일에 방송장비를 철거하였다.

## 같이 보기
- 사이버심리전단
- 국가정보원 심리전단

## 참고
1. ↑  《국군심리전단령》 – 위키문헌 경유.
2. ↑  “국군심리전단령”. 국가법령정보센터. 1990년 10월 1일. 2023년 5월 26일에 확인함.
3. ↑  “국방부 국군심리전단”. 《기록물 생산기관 변천정보》. 행정안전부 국가기록원. 2023년 5월 26일에 확인함.
4. ↑  김한규 (2020년 12월 2일). “'대북심리전' 활동 사실상 끝장난다”. 국방신문. 2023년 5월 26일에 확인함.
5. ↑  ““대북 심리전단 40여만장 살포…심리전 재개””. 서울신문. 연합뉴스. 2010년 11월 27일. 2023년 5월 26일에 확인함.
6. ↑  “국방부 심리전단 병사 대마 흡입기구 소지했다 적발”. 2011년 5월 11일. 2023년 5월 26일에 확인함.
7. ↑  “대북확성기 비리, 前 국군심리전단장 구속 기소”. 2018년 4월 13일. 2023년 5월 26일에 확인함.
8. ↑  이수정 (2019년 12월 31일). “대법, '대북 확성기 비리' 업체 대표 징역 3년 확정”. 중앙일보. 2023년 5월 26일에 확인함.
9. ↑  “대북확성기: 55년 만에 완전철거”. BBC 뉴스 코리아. 2018년 5월 1일. 2023년 5월 27일에 확인함.